# Liechtenstein i Eurovision Song Contest
Liechtenstein har flere gange forsøgt at få en sang med i Eurovision Song Contest. D. 29. juli 2010 ansøgte deres tv-station 1FLTV om EBU-medlemskab.
I 2022 udtalte direktøren for 1FLTV Sandra Woldt, at de ikke længere har et mål om at søge EBU-medlemskab for at kunne deltage i konkurrencen.

## Reference
1. ↑  Stephenson, James (10. august 2023). "Liechtenstein: 1 FL TV Rules Out Eurovision 2024" (engelsk). Eurovoix. Hentet 11. august 2023.